# ATIB Union
Die ATIB Union (türkisch Avusturya Türk İslam Birliği ‚Türkisch-Islamische Union in Österreich‘), oftmals auch nur ATIB und offiziell „Türkisch-islamische Union für kulturelle und soziale Zusammenarbeit in Österreich“, ist ein bundesweiter Dachverband von über 60 eigenständigen türkischen Vereinen mit etwa 100.000 Mitgliedern (Stand 2017) für die Koordinierung der religiösen, sozialen und kulturellen Tätigkeiten der angeschlossenen türkisch-islamischen Moscheegemeinden in Österreich. Sprecher ist Selfet Yilmaz (Stand Anfang April 2017).
Der Verein ist aufgrund verschiedener Aktivitäten und der engen Verbindung mit der Türkei umstritten und wird als verlängerter Arm Erdogans in Europa gesehen.
Verband mit Sitz in Wien-Favoriten (Sonnleithnergasse 20) wurde 1990 gegründet und ist seit dem 7. September 1991 ein eingetragener Verein, wobei einige Niederlassungen schon vorher in Österreich operativ tätig waren, beispielsweise ATIB Landeck ab 1987. ATIB Union, mit Abstand der größte muslimische Verband Österreichs, ist seit 2011 Mitglied der Islamischen Glaubensgemeinschaft in Österreich (IGGiÖ) und stellte mit Ibrahim Olgun zwischen 2016 und 2018 auch den Präsidenten.
Der Verband vertritt den sunnitischen Islam der hanafitischen Rechtsschule und stellt staatliche Imame und 9 Seelsorgerinnen aus der Türkei seinen Moscheegemeinden zur Verfügung. Analog zur Türkisch-Islamischen Union der Anstalt für Religion (DİTİB) in Deutschland gilt der Verband als Auslandsarm der staatlichen türkischen Religionsbehörde Diyanet und ist der türkischen Botschaft weisungsgebunden. Obmann der ATIB Union ist Nihat Koca.
Der Verein betreibt zu gleichen Teilen mit dem Verein „Zentrum für Soziale Unterstützung in Österreich“ seit 2012 das Unternehmen ATIB Union GmbH mit Sitz in Wien-Favoriten, Sonnleithnergasse 20. Unternehmenszweck sind Bestattungen und Gastronomie.

## Kulturzentrum Dammstraße

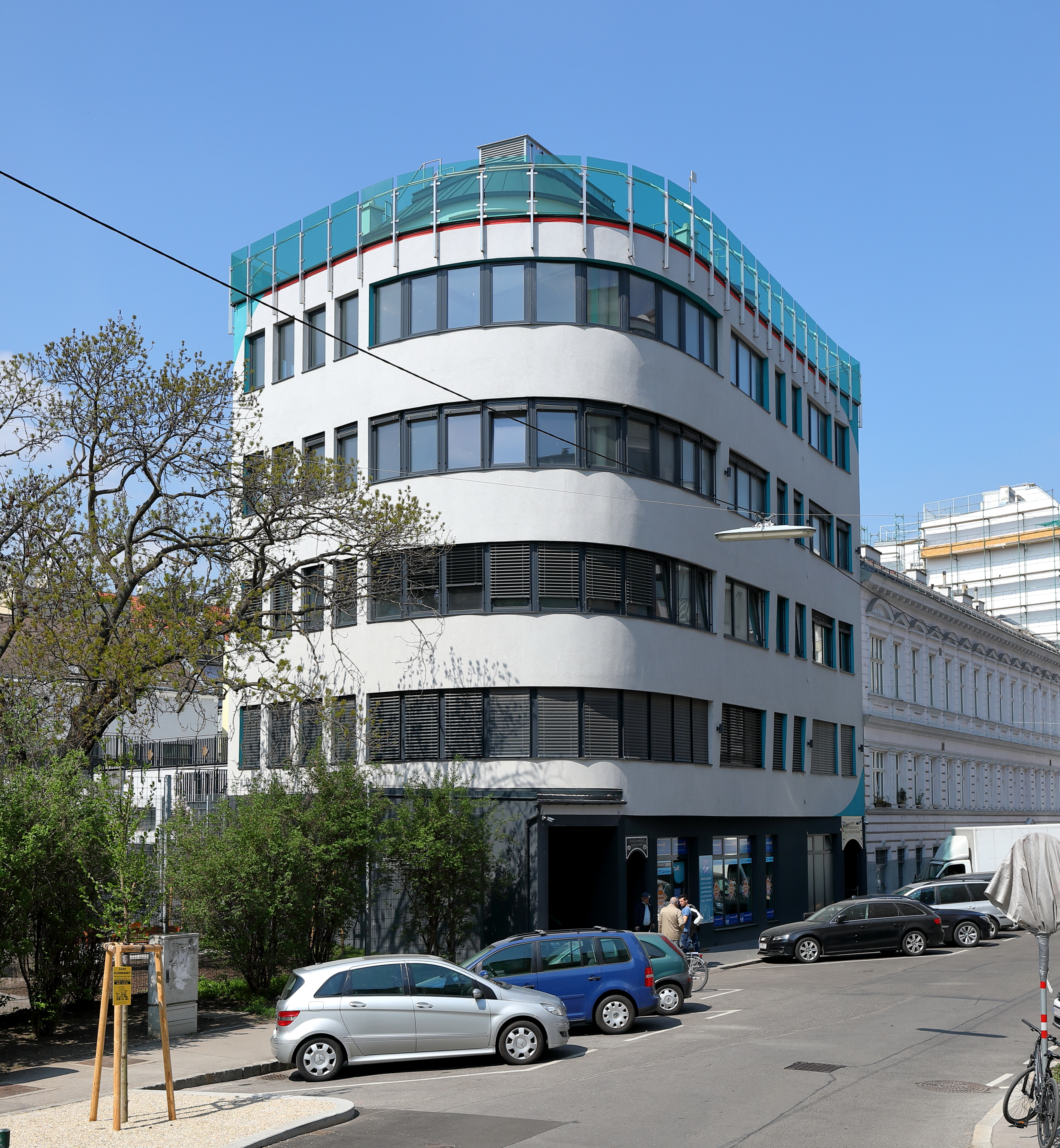
Das Hauptgebäude des ATIB-Kulturzentrums Dammstraße

Nachdem ATIB 1996 das 1500 m² große Grundstück eines alten Fabrikgeländes an der Adresse Dammstraße 37 im 20. Wiener Gemeindebezirk erworben hatte, wurde darin ein Gebetsraum, ein Speisesaal, ein Supermarkt und weitere Räumlichkeiten eingerichtet. Die SPÖ Brigittenau und ihre Bezirksvorstehung sahen wegen „über 1.000 zu erwartenden Besuchern (…) eine nicht zu vertretende Belastung für die Anrainer“ und untersagten einen Ausbau. Als nach elf Jahren neuerlich Ausbaupläne für eine Genehmigung eingereicht wurden, um Raum für einen Kindergarten für dreißig Kinder, Seminarräume, zwei Dienstwohnungen und Veranstaltungsräume zu schaffen, bildete sich eine Bürgerinneninitiative gegen diese Ausbaupläne, die jedoch 2008/9 genehmigt wurden. Eine Demonstration gegen diese Genehmigung wollten Die Grünen und SOS Mitmensch wegen „akuter Gefahr“ nationalsozialistischer Wiederbetätigung verbieten lassen, erst nach dem Auffliegen der Kinderkriegsspiele im Jahre 2018 kam es zu einer medialen Rehabilitierung der Bürgerinitiative. Damals war jedoch bereits (im Jahr 2013) der Umbau beziehungsweise die Erweiterung um rund 2,8 Mio. Euro erfolgt. Dabei war unter anderem auch ein fünfgeschossiges Gebäude straßenseitig errichtet worden.

## Kritik
ATIB steht seit Jahren wegen seiner Nähe zur türkischen Regierungspartei AKP und als „der österreichische Arm des Amtes für Religiöse Angelegenheiten der türkischen Regierung“ in der Kritik. Als die Evolutionstheorie aus den türkischen Lehrplänen gestrichen wurde, kritisierte ATIB zunächst diese Entscheidung, nahm die Kritik auf Druck der Türkei jedoch umgehend wieder zurück.
Auch wird die Verhinderung der Integration durch ATIB kritisiert, da der Verein Moslems in der Durchsetzung islamischer Hardliner-Positionen etwa im Schulumfeld bestärken würde. Aus einer Nachmittagsschule für Korankurse des Vereins in Wien-Brigittenau wurden Bilder publik, die neunjährige Mädchen mit einem Kopftuch zeigen.
Im Mai 2018 wurde bekannt, dass ein vom „Bildungs- und Forschungsinstitut Nokta“, einem Unterverein von ATIB, betriebener Kindergarten seit 2009 nach einem türkisch-nationalistischen und islamistischen Konzept unterrichtete. Konkret wurden Kindern „türkische Wertvorstellungen sowie die türkische Kultur altersgerecht vermittelt“. Das pädagogische Konzept des Kindergartens war der Magistratsabteilung 11 (Amt für Jugend und Familie) bekannt und wurde erst im Jahr 2017 auf deren Verlangen geändert.

### Kriegsspiele
Im April 2018 wurde bekannt, dass in der Wiener ATIB-Moschee in der Dammstraße im März 2018 Buben im Rahmen einer Nachstellung der Szenen aus der Schlacht von Canakkale in Tarnuniform exerzieren mussten und Mädchen die türkische Flagge schwenkten. Dies wurde quer über alle politischen Lager und von der Islamischen Glaubensgemeinschaft scharf kritisiert. Später wurde bekannt, dass zumindest auch im Jahr 2016 bereits Kriegsspiele mit Kindern stattgefunden hatten. Fotos zeigen Kinder, die tote Soldaten spielen mussten und mit türkischen Fahnen zugedeckt waren.
Ähnliche Veranstaltungen fanden auch in Moscheen des deutschen Schwesterverbands DITIB, der wie ATIB der türkischen Religionsbehörde untersteht, in Deutschland statt. In Herford mussten am 18. März 2018 Kinder in Militäruniformen mit Spielzeuggewehren in der Hand exerzieren, was auch mit einem über WhatsApp verbreiteten Video dokumentiert wurde. Auch aus Moscheen in Mönchengladbach und Ulm wurden Fotos derartiger Kinderkriegsspiele bekannt.
Integrationsexperten sehen in diesen bekanntgewordenen Aktivitäten keine Einzelfälle und sprechen von einer Fülle gleicher oder ähnlicher Veranstaltungen, wo Kinder für Propaganda instrumentalisiert würden. Daher wird auch die Kontrolle ATIBs durch den Verfassungsschutz gefordert. Das Kultusamt ermittelt wegen des Verdachts des Verstoßes gegen das Islamgesetz in drei Punkten: Verstoß gegen die „positive Einstellung zu Gesellschaft und Staat“, wegen der Behinderung der Entwicklung der Kinder sowie wegen verbotener Finanzierung aus dem Ausland. Als mögliche Konsequenz aus den Verstößen sind Konsequenzen bis hin zur Auflösung des Vereins möglich.

### ATIB als türkischer Nachrichtendienst
Die österreichische Staatsanwaltschaft ermittelt seit Anfang 2017 nach § 256 des Strafgesetzbuchs (Geheimer Nachrichtendienst zum Nachteil Österreichs) gegen ATIB. Hintergrund ist die angebliche Bespitzelung von Gülen-Anhängern, Kurden und Erdogan-Kritikern in Österreich im Auftrag der türkischen Religionsbehörde Diyanet. Peter Pilz legte in diesem Zusammenhang ein Schreiben des türkischen Religionsattachés in Salzburg vor, das im Namen des Religionsattachés der türkischen Botschaft und ATIB-Präsidenten Fatih Mehmet Karadas an die türkische Religionsbehörde Diyanet übermittelt worden sein soll. Sinngemäß heißt es darin, dass ATIB verdächtige Personen ausgeforscht habe und Maßnahmen gesetzt habe, deren Einfluss in Österreich zu minimieren. Auch bei der deutschen Schwesterorganisation DITIB wird wegen Spionageverdachts ermittelt, im Februar 2017 fanden dort auch Hausdurchsuchungen statt.
Im Juni 2018 bestätigte ATIB den Verdacht der Regierung, dass Imame des Vereins rechtswidrig aus dem Ausland finanziert würden.
Die geheime nachrichtendienstliche Tätigkeit ATIBs könnte auch zur Auflösung des Vereins führen.

## Weblinks

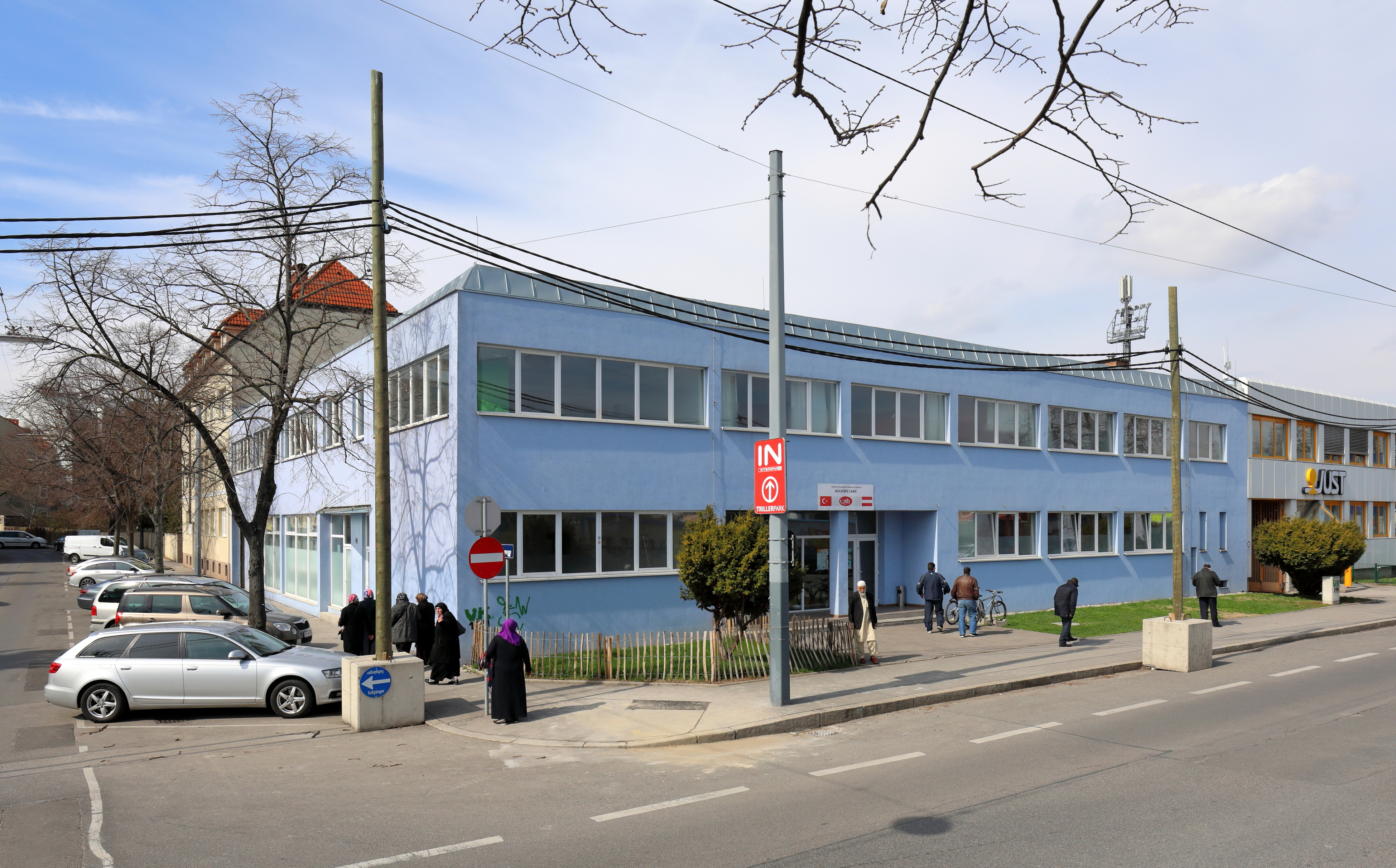
Kulturzentrum „Rappgasse“ in Wien-Floridsdorf